# Barill
Der Barill war ein italienisches und griechisches Maß für Flüssigkeiten. Verschiedene Schreibweisen waren verbreitet: Barile, Barillo, Barilo und Barrille. Sein Maß war durch die zu messende Flüssigkeit und dem Geltungsbereich von Stadt und Land verschieden. Für das Handelsgut Öl nannte man es beispielsweise Ölbarill und entsprechend war es mit der Benennung für Wein und anderen Flüssigkeiten. Eine einheitliche Unterteilung in kleinere Maßeinheiten gab es nicht. In Florenz teilte man den Barill in  Fiaschi, Bocalli, Mezzette und Quartucci, anderswo wie in Genua in 4 Quarti und 128 Quarteroni. In Genua war eine Barill Wein gleich 3742 Pariser Kubikzoll und in Pisa 2298 Pariser Kubikzoll.

## Weinbarill
- Genua 2 Barilli = 1 Mezzarola
  - 44 Barilli = 1 Last Wein
- 1 Barillo = 100 Pinte = 3742 Pariser Kubikzoll = 74 3/20 Liter
- Neapel 12 Barili = 1 Botta
  - 24 Barilli = 1 Carro
    - In der Stadt 1 Barillo = 60 Caraffe
    - In Provinzen 1 Barillo = 66 Caraffe = 2199 Pariser Kubikzoll = 43 1/5 Liter
- In Pisa (Großherzogtum Toskana)
  - 1 Barile = 2298 Pariser Kubikzoll = 45 3/5 Liter
- Rom 1 Barilo = 4 ½ Rubbi = 32 Bocali = 128 Fogliette = 512 Cartocci
  - 16 Barilli = 1 Botta/Both
  - 1 Barilo = 2294 2/5 Pariser Kubikzoll = 45 ½ Liter
- Toskana, Florenz, 1 Barillo = 20 Fiaschi = 40 Boccali = 80 Mezzette = 160 Quartucci
  - 1 Barill = 2100 Pariser Kubikzoll = 41 3/5 Liter
- Auf den Ionischen Inseln hatte ein Wein-Barill verschiedene Größen, aber wurde durch das englische Gemäß später verdrängt.
  - Auf Kefalonia 1 Barill = 6 Secchi = 72 Boccali = 144 Quartucci = 2561 9/10 Pariser Kubikzoll = 50 ¾ Liter
  - Auf Kythira und Korfu 1 Barill = 30 Bozie = 60 Agastere
  - Auf Korfu und Paxos 1 Barill = 4 Jars = 128 Quartucci = 3434 Pariser Kubikzoll = 68 Liter
  - Auf Lefkada 1 Barill = 6 Secchi = Inhalt wie auf Korfu
  - Auf Ithaka und Korfu 1 Barill = 64 Boccali = 128 Quartucci
  - Auf Zakynthos 120 Quartucci = 1 Barill = 3506 ¼ Pariser Kubikzoll = 69 12/25 Liter
- Italienische Schweiz, im Kanton Tessin 1 (das) Barille/(die) Lägel Weinmaß = 30 Pinten = 2031 7/50 Pariser Kubikzoll = 40 ¼ Liter
  - 2 Lägel rechnet man auf die Ladung eines Saumpferdes

## Ölbarill
- In Genua 1 Barill = 4 Quarti = 128 Quarteroni = 3260 Pariser Kubikzoll = 64 ⅔ Liter
  - 26 Barilli-Öl = 1 Last
- In Massa, Hauptstadt des Herzogtums Massa-Carrara 1 Barills = 1786 Pariser Kubikzoll = 35 ¼ Liter
- In Oneglia (Piemont) 1 Barille = 3128 Pariser Kubikzoll = 62 Liter
- Auf Sardinien 1 Barill = 1693 ⅞ Pariser Kubikzoll = 33 3/5 Liter
- Großherzogtum Toskana, Florenz 1 Barillo = 16 Fiaschi = 32 Boccali = 1680 Pariser Kubikzoll = 33 7/25 Liter
  - In Pisa 1 Barillo = 1685 ¼ Pariser Kubikzoll = 33 7/17 Liter
    - 1 Barille de Olio = 16 Fiaschi = 64 Mezette = 128 Quartucci
- In Rom 1 Öl-Barillo = 28 Bocali = 112 Fogliette = 448 Cartocci = 2677 3/7 Pariser Kubikzoll = 53 Liter
- Auf den Ionischen Inseln Korfu, Paxos, Kefalonia, Lefkada, Ithaka und Zakynthos 1 Öl-Barill = 1 Wein-Barille
  - Auf Korfu und Paxos 1 Barillo = 4 Jars = 96 Miltre = 384 Quartucci
  - Auf Kefalonia 1 Barillo = 9 Paglisse
  - Lefkada 1 Barillo = 21 Succali
  - Auf Ithaka 1 Barillo = 6 Secchi
  - Auf Zakynthos 1 Barillo = 5 Lire
  - Auf Kythira 1 Barillo = 24 Bozie = 2747 7/10 Pariser Kubikzoll = 54 11/25 Liter